# قاچاق انسان در بوسنی و هرزگوین
قاچاق انسان در بوسنی و هرزگوین (به انگلیسی: Human trafficking in Bosnia and Herzegovina) در درجه اول تهدیدی است علیه زنان و دختران این کشور که مورد سوءاستفاده جنسی در داخل کشور قرار دارند. این کشور همچنین مقصد و کشور ترانزیت برای زنان و دختران خارجی در فحشاء اجباری در بوسنی و اروپای غربی است. در سال ۲۰۰۹، چهار قربانی از صربستان شناسائی شدند. بیشتر زنان قاچاق شده از طریق صربستان و مونته‌نگرو وارد این کشور شدند. گزارشهایی وجود دارد مبنی بر اینکه بعضی از دختران، به ویژه از کولی‌ها به منظور انجام خدمات خانگی به ازدواج اجباری تن می‌دهند، و مورد سوء استفاده قاچاقچیان قرار می‌گیرند. دختران و پسران کولی توسط گروه‌های سازمان یافته برای گدایی اجباری بکار گرفته می‌شوند. در سال ۲۰۰۹، یک مورد مربوط به مردان بوسنیایی بود که برای کار استخدام شده بودند که در بهره‌کشی اجباری در جمهوری آذربایجان بکار گرفته شدند. سازمانهای غیردولتی گزارش می‌دهند که قاچاقچیان اغلب از دلالان استفاده می‌کنند تا مشتریان را به آپارتمان‌ها، هتل‌ها و ایستگاه‌های خصوصی منتقل کنند.

## اقدامات دولت
دولت بوسنی و هرزگوین به‌طور کامل از حداقل استانداردها برای حذف قاچاق تبعیت می‌کند. در طی دوره گزارش دولت پیشرفت آشکاری در تلاش برای اجرای قانون مبارزه با قاچاق داشته‌است و با کاهش قابل توجه در استفاده ار احکام تعلیقی و اعمال جریمه‌های سنگین‌تر برای قاچاقچیان مواجه بوده‌است. در طول دوره گزارش دولت شیوه‌های منظم تری را برای شناسایی قربانیان بالقوه قاچاق بکار گرفت و شمار بیشتری از قربانیان قاچاق را شناسائی و ثبت نام کرد و آن‌ها را به ارائه دهندگان خدمات سازمانهای غیردولتی سازمان مردم‌نهاد ارجاع داد.

## موضع‌گیری‌ها
دفتر نظارت و مبارزه با قاچاق انسان در وزارت امور خارجه ایالات متحده آمریکا این کشور را را در سال ۲۰۱۷ در سطح دوم "Tier 2" کشورهای (مبارزه با قاچاق انسان) قرار داد.